# Leandro Nicéforo Alem

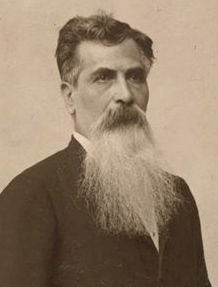
Leandro N. Alem (um 1890)

Leandro Nicéforo Alem (* um 1843 in Buenos Aires; † 1. Juli 1896) war ein argentinischer Politiker und einer der wichtigsten Gründer der Unión Cívica Radical (UCR).

## Leben
Alem wurde um 1843 als viertes Kind von Leandro Antonio Alén und Tomasa Ponce geboren. Der Vater war Mitglied der Mazorca, der Geheimpolizei von Diktator Juan Manuel de Rosas. Als dieser 1852 flüchtete, wurde die Mazorca aufgelöst und viele Mitglieder hingerichtet, darunter auch Alén. Der Sohn änderte später seinen Nachnamen auf Alem, um nicht mit dem Vater in Verbindung gebracht zu werden.
Nach dem Abschluss am Colegio de la America de Sur begann Alem ein rechtswissenschaftliches Studium, gab dieses aber 1865 auf, um in den Tripel-Allianz-Krieg zu ziehen. Nach dem Krieg schloss er sein Studium ab und ging in die Politik. Im Jahre 1868 schloss er sich dem Partido Autonomista um Adolfo Alsina an, wo er durch seine Reden bekannt wurde.
1872 wurde er Abgeordneter des Provinzparlaments von Buenos Aires. 1877 gehörte zu den Gründern der Republikanischen Partei. 1878 wurde er zum Abgeordneten der Nationalversammlung gewählt, konnte den Sitz jedoch nicht verteidigen. 1880 legte er sein Mandat im Provinzialparlament aus Protest gegen die Abtrennung der Stadt Buenos Aires von der gleichlautenden Provinz ab.
Alem war einer der wichtigsten Gründer der Unión Cívica, dem Vorgänger der 1891 ebenfalls von Alem gegründeten und bis heute agierenden Partei Unión Cívica Radical. Die Unión Cívica versuchte 1890 in der „Revolución del Parque“ durch einen bewaffneten Aufstand Präsident Miguel Juárez Celman des Amtes zu entheben. Der Aufstand wurde zwar niedergeschlagen, aber dennoch trat der Präsident zurück. Der Rücktritt Celmans und die folgende Amtsübergabe an dessen Vizepräsidenten Carlos Pellegrini wurden von Alems Mitrevolutionär Bartolomé Mitre und dem ehemaligen Präsidenten Julio Argentino Roca ausgehandelt. Alem und zahlreiche Mitglieder der Unión Cívica waren gegen diese Vereinbarung und spalteten sich 1891 in die Unión Cívica Radical ab.
1893 organisierte er einen weiteren Aufstand, in welchem er jedoch erneut scheiterte. Nachdem er von der Entfremdung seiner Anhänger enttäuscht wurde, beging er Suizid, möglicherweise in Buenos Aires (dazu sind die Quellen widersprüchlich).